# Süpplingenburg
Süpplingenburg è un comune di 674 abitanti della Bassa Sassonia, in Germania.
Appartiene al circondario (Landkreis) di Helmstedt (targa HE) ed è parte della comunità amministrativa (Samtgemeinde) di Nord-Elm.